# Eloria intacta
Eloria intacta är en fjärilsart som beskrevs av Walker 1855. Eloria intacta ingår i släktet Eloria och familjen tofsspinnare. Inga underarter finns listade i Catalogue of Life.